# 大浦町 (弘前市)
大浦町（おおうらまち）は、江戸期から現在にかけての青森県弘前市の地名。郵便番号は036-8346。2017年6月1日現在の人口は37人、世帯数は15世帯。

## 地理
弘前城の東に位置し、青森県立弘前中央高等学校の敷地が入り（住所は蔵主町になる）、中央を階堰が流れる。町域の北部は亀甲町、東部は蔵主町、南部から西部にかけて下白銀町に接する。

## 歴史
- 元禄・宝永年間 - 武家屋敷の郭外移転で完全に侍町になる。
- 慶長16年～寛文4年頃 - 大浦町は弘前城内の三の丸に位置し、絵図などによれば侍屋敷のみあり。
- 寛文13年 - 弘前中惣屋敷絵図からも、依然として侍屋敷が多数ある。

### 沿革
- 江戸期 - 弘前城下の一町。
- 明治初年～明治22年 - 弘前を冠称。
- 1899年（明治22年） - 弘前市に所属。

### 地名の由来
はっきりとした由来は無いが、大浦城から当地に移った賀田門があることから、これと関連があると思われる。

## 施設

### 医療
- 佐藤歯科医院

## 小・中学校の学区
市立小・中学校に通う場合、学区は以下の通りとなる。
| 大字   | 番地 | 小学校             | 中学校             |
| ------ | ---- | ------------------ | ------------------ |
| 大浦町 | 全域 | 弘前市立時敏小学校 | 弘前市立第一中学校 |

## 交通
- 弘南バス

中央高校前（弘前バスターミナル - 浜の町・市役所経由 - 藤代営業所線）停留所。